# Château de Meldert
Le château Maillard, château de Maillard ou château de Meldert est un château situé dans le village belge de Maillard (en néerlandais : Meldert) faisant partie de la commune de Hoegaarden.
Aujourd'hui, c'est une école : le Sint-Janscollege (collège Saint-Jean en français).

## Historique
Ce château néo-gothique fut bâti en 1845 par le comte Charles Ferdinand d'Oultremont et son épouse la comtesse Joséphine Louise van der Noot de Duras, sur des plans de l'architecte liégeois Auguste-Marie Vivroux. À la suite d'un incendie en 1877, le château fut transformé par le comte Adrien d'Oultremont de Duras. Après avoir été loué et occupé pendant la Seconde Guerre mondiale, la famille vendit le château en 1957 aux Aumôniers du Travail qui le transformèrent en école et l'occupent toujours actuellement. Le bâtiment a été classé monument historique en 1993.